# آرتم ولویچ
آرتم ولویچ (روسی: Артём Александрович Вольвич؛ زادهٔ ۲۲ ژانویهٔ ۱۹۹۰) بازیکن والیبال اهل روسیه است.
آرتم با ۲۰۸ سانتی‌متر قد در حال حاضر عضو تیم ملی والیبال روسیه است و پیراهن شمارهٔ ۴ به تن می‌کند. ولویچ عضو باشگاه لوکوموتیو نووسیبیرسک است.
وولویچ با درخشش در المپیک ۲۰۱۶ توانست به عنوان بهترین مدافع میانی مسابقات دست پیدا کند.